# Talang 2021

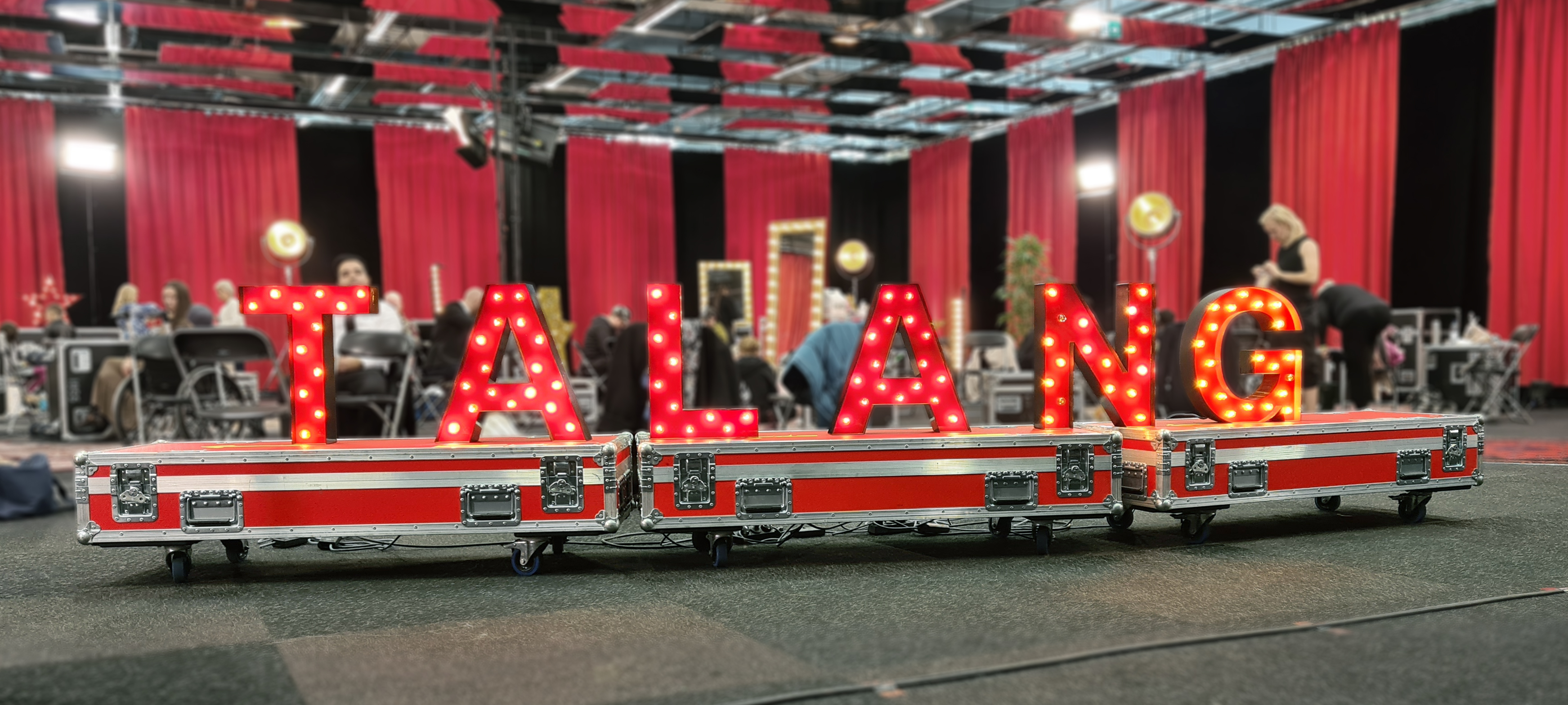
Väntrummet till Talang 2021, där deltagarna väntar på att få göra audition.

Den elfte säsongen av underhållningsprogrammet Talang sändes på TV4 med start den 15 januari 2021. Vinnare blev illusionisten Johan Ståhl som därmed kammade hem vinstsumman på 500 000 kr.
Denna säsong bestod juryn av Bianca Ingrosso, David Batra, Edward af Sillén och Sarah Dawn Finer. De tidigare jurymedlemmarna Alexander Bard och LaGaylia Frazier lämnade programmet efter säsong tio och blev ersatta av Sillén och Dawn Finer.

## Avsnitt
| Avsnitt | Sändningsdatum   | Golden Buzzer   | Golden Buzzer trycktes av | Framträdande  |
| ------- | ---------------- | --------------- | ------------------------- | ------------- |
| 1       | 15 januari 2021  | Johan Ståhl     | Bianca Ingrosso           | Trolleri      |
| 2       | 22 januari 2021  | Gift Blessing   | Sarah Dawn Finer          | Rap           |
| 3       | 29 januari 2021  |                 |                           |               |
| 4       | 5 februari 2021  | Martin Nilsson  | David Batra               | Minnesmästare |
| 5       | 12 februari 2021 |                 |                           |               |
| 6       | 19 februari 2021 | Elwin Heikkinen | Edward af Sillén          | Sång          |
| 7       | 26 februari 2021 |                 |                           |               |
| 8       | 5 mars 2021      | Semifinal 1     | Semifinal 1               | Semifinal 1   |
| 9       | 12 mars 2021     | Semifinal 2     | Semifinal 2               | Semifinal 2   |
| 10      | 19 mars 2021     | Final           | Final                     | Final         |